# Sciaphila
Sciaphila är ett släkte av enhjärtbladiga växter. Sciaphila ingår i familjen Triuridaceae.

## Dottertaxa tillSciaphila, i alfabetisk ordning[1]
- Sciaphila africana
- Sciaphila albescens
- Sciaphila aneitensis
- Sciaphila arcuata
- Sciaphila arfakiana
- Sciaphila consimilis
- Sciaphila corallophyton
- Sciaphila corniculata
- Sciaphila corymbosa
- Sciaphila densiflora
- Sciaphila janthina
- Sciaphila japonica
- Sciaphila khasiana
- Sciaphila ledermannii
- Sciaphila maculata
- Sciaphila micranthera
- Sciaphila multiflora
- Sciaphila nana
- Sciaphila okabeana
- Sciaphila oligantha
- Sciaphila papillosa
- Sciaphila picta
- Sciaphila polygyna
- Sciaphila purpurea
- Sciaphila quadribullifera
- Sciaphila ramosa
- Sciaphila rubra
- Sciaphila schwackeana
- Sciaphila secundiflora
- Sciaphila stellata
- Sciaphila takakumensis
- Sciaphila tenella
- Sciaphila thaidanica
- Sciaphila tosaensis
- Sciaphila wariana
- Sciaphila winkleri